# Антдорф
Антдорф (њем. Antdorf) општина је у њемачкој савезној држави Баварска. Једно је од 34 општинска средишта округа Вајлхајм-Шонгау. Према процјени из 2010. у општини је живјело 1.137 становника. Посједује регионалну шифру (AGS) 9190113.

## Географија
Антдорф се налази у савезној држави Баварска у округу Вајлхајм-Шонгау. Општина се налази на надморској висини од 631 метра. Површина општине износи 22,4 km². У самом мјесту је, према процјени из 2010. године, живјело 1.137 становника. Просјечна густина становништва износи 51 становника/km².